# Апий Клавдий Пулхер (консул 130 пр.н.е.)
Вижте пояснителната страница за други личности с името Апий Клавдий Пулхер.
Апий Клавдий Пулхер (на латински: Appius Claudius Pulcher) e политик на Римската република през 2 век пр.н.е.
През 130 пр.н.е. е избран на мястото на Луций Корнелий Лентул за суфектконсул заедно с Марк Перперна.